# カトリン・シェーグレン
カトリン・シェーグレン（スウェーデン語: Katrin Sjögren、1966年2月2日 - ）は、オーランド諸島の政治家、オーランドのための自由党首。